# Diplacus grandiflorus
Diplacus grandiflorus är en gyckelblomsväxtart som beskrevs av Groenland. Diplacus grandiflorus ingår i släktet Diplacus och familjen gyckelblomsväxter. Inga underarter finns listade i Catalogue of Life.